# Caimancito
Caimancito est une ville et une municipalité argentine située au sud-est de la province de Jujuy, dans le département de Ledesma.

## Géographie
Cette ville est située à environ 145 km au nord-est de la capitale provinciale, à laquelle elle est reliée principalement par la RN 34 et un petit accès par la route provinciale RP 1. Le climat est tropical avec des températures diurnes élevées presque toute l'année (en été, surtout pendant les mois de décembre et janvier, les températures absolues pouvant atteindre 46 º C, cependant sporadiquement, dans les nuits d'hiver — juillet et juin — les températures descendent en dessous de 10 º C).

## Faune et flore
L'existence de grandes masses de végétation, la topographie et l'inaccessibilité de nombreuses zones, permettent le développement d'une faune riche et diversifiée, qui est représentée par des grands félins comme le jaguar ou le tigre d'Amérique, le puma, le lynx, ainsi que de nombreux reptiles comme le boa de Las Vizcacheras, les vipères, les lézards et les iguanes. Les autres mammifères sont le fourmilier, l'ours brun, la corzuela, le renard, les pécaris, les singes, les capybaras et les tapirs. La faune aviaire est très riche et comprend des toucans, des perroquets, et une abondance de volatiles de différentes espèces. Sur les pentes orientales des sierras sub-andines pousse la jungle des Yungas, avec différents types d'arbres qui sont les mêmes que ceux qui poussent à Salta. Elles sont appelées forêts de nuages car, en été, les nuages sont retenus dans les collines et produisent de la pluie sur les pentes.

## Sismologie
La sismicité de la province de Jujuy est fréquente et de faible intensité, avec un silence sismique de séismes moyens à graves tous les 40 ans.
- Séisme de 1863 : bien que de telles catastrophes géologiques se produisent depuis la préhistoire, le séisme du 4 janvier 1863[1], a marqué une étape importante dans l'histoire des événements sismiques à Jujuy, classé 6,4 sur l'échelle de Richter. Mais même en prenant les meilleures précautions nécessaires et/ou en restreignant les codes de construction, aucun changement ne s'est fait ressentir[2]
- Séisme de 1948 : séisme qui s'est produit le 25 août 1848 et qui est classé 7,0 sur l'échelle de Richter, il a détruit des bâtiments et ouvert de nombreuses fissures dans de vastes zones[2],[1]
- Séisme de 2009 : apparu le 6 novembre 2009 et classé 5,6 sur l'échelle de Richter.